# Bernard Dargols
Bernard Dargols, dit le « GI français » d'Omaha Beach, (né le 5 mai 1920 à Paris et mort le 28 avril 2019 à Courbevoie) est un militaire franco-américain. Il est décrit comme le « seul Français à avoir débarqué avec les GI en 1944 »

## Biographie

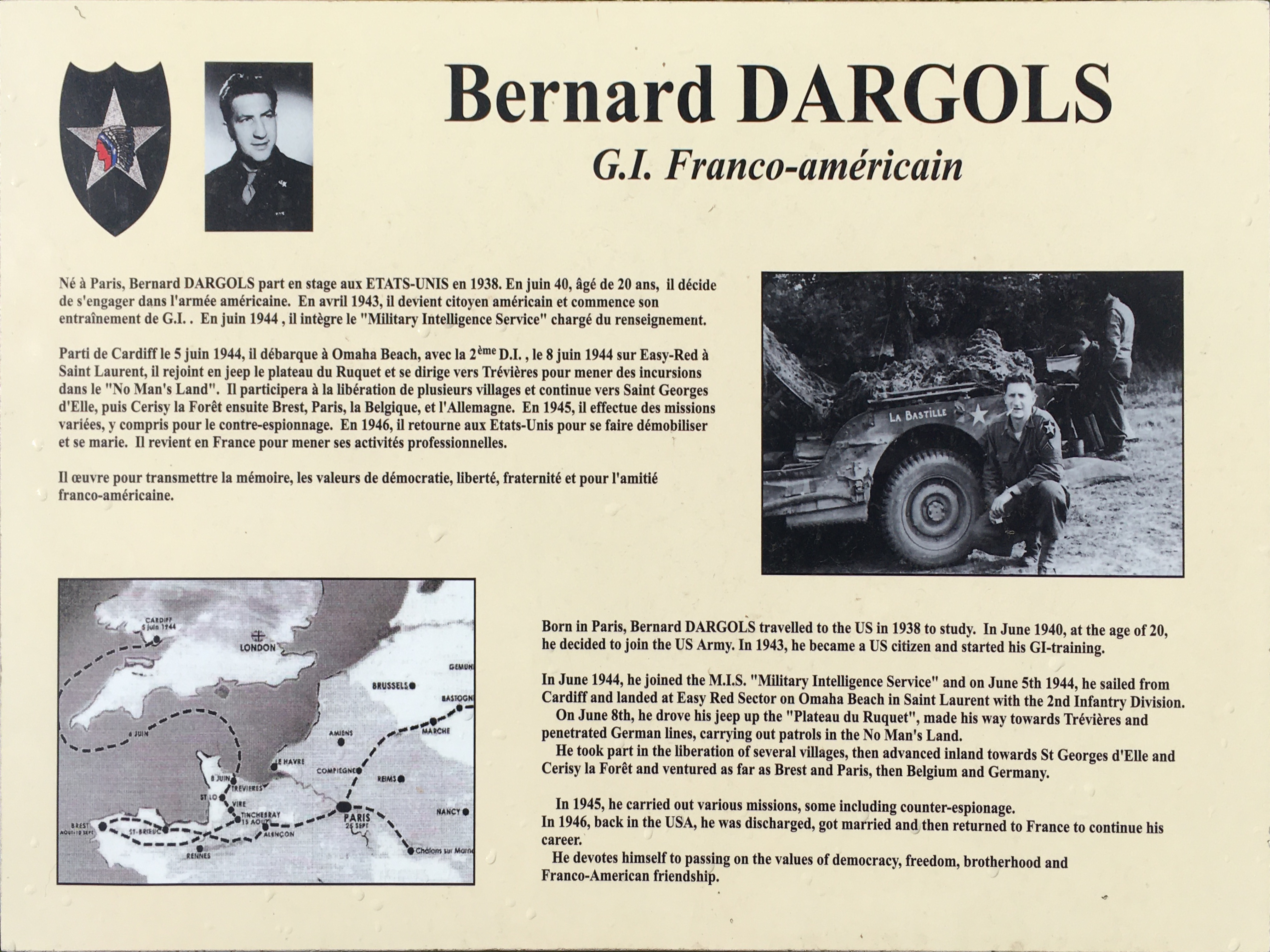
Panneau commémoratif à Saint-Laurent-sur-Mer.

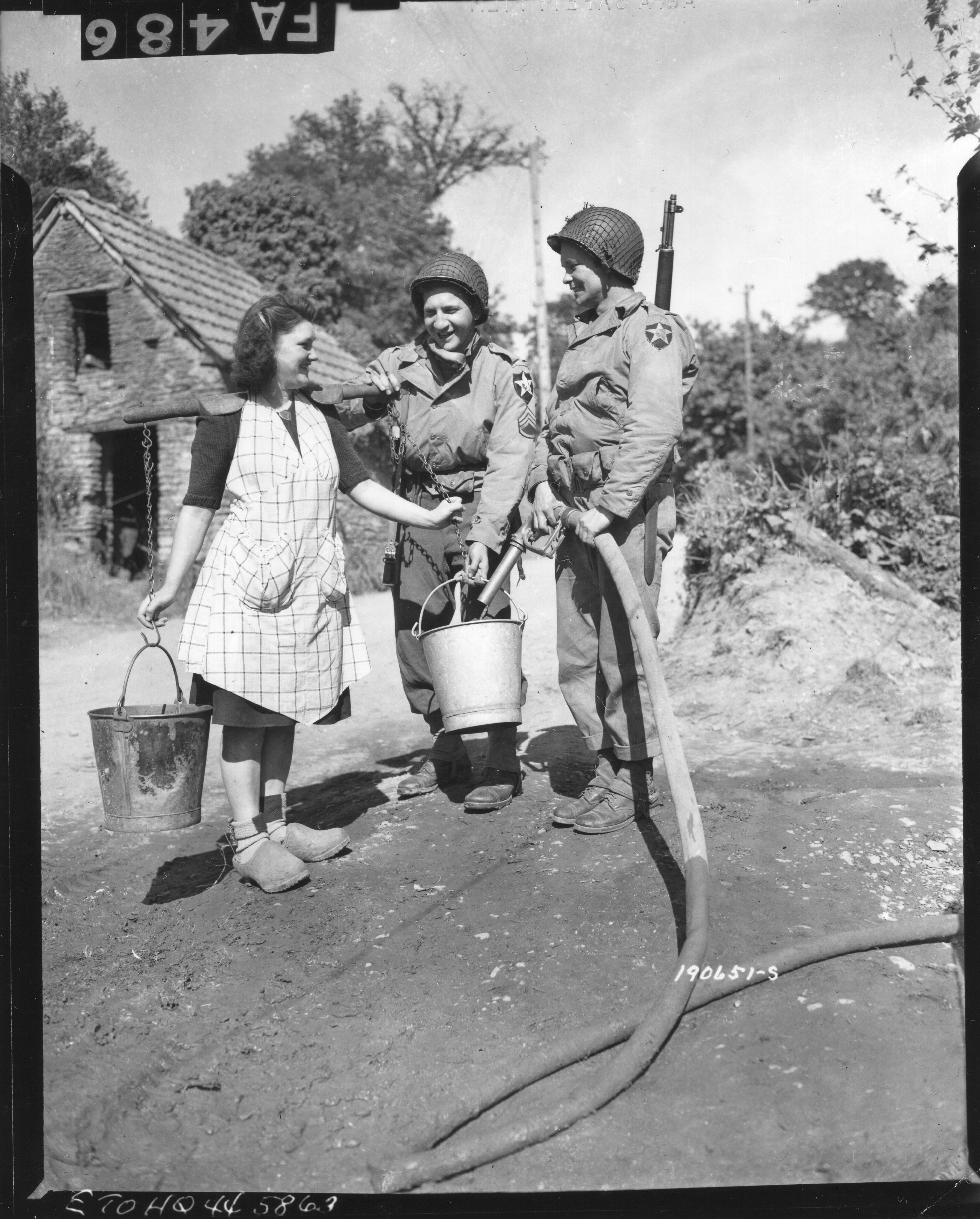
Bernard Dargols (centre) en France en juin 1944.

D'origine juive, il est le fils d'un père russe et d'une mère anglaise.
Lors de la défaite française de 1940 lors de la Seconde Guerre mondiale, Dargols est en stage à New York depuis 1938,. Il décide de s'enrôler en 1942 dans l'armée américaine. Il est notable pour avoir débarqué, le 8 juin 1944, lors du débarquement de Normandie avec la 2e division d'infanterie américaine. Il était devenu citoyen américain en 1943.
Il est employé à Paris du Military Intelligence Service (MIS) jusqu'en 1946. Démobilisé, il s'installe en France.
Il est chevalier dans l'Ordre national de la Légion d'honneur.
Il est enterré à La Garenne-Colombes. Sa petite-fille a recueillie son témoignage dans le livre Bernard Dargols, un GI français à Omaha Beach (2012). Une vitrine lui est consacrée au Overlord Museum de Colleville-sur-Mer.